# Sân bay Sentani
Sân bay Sentani là một sân bay ở Jayapura, Papua, Indonesia (IATA: DJJ, ICAO: WAJJ). Sân bay này có một đường băng dài 2183 m bề mặt nhựa đường.

## Các hãng hàng không và các điểm đến

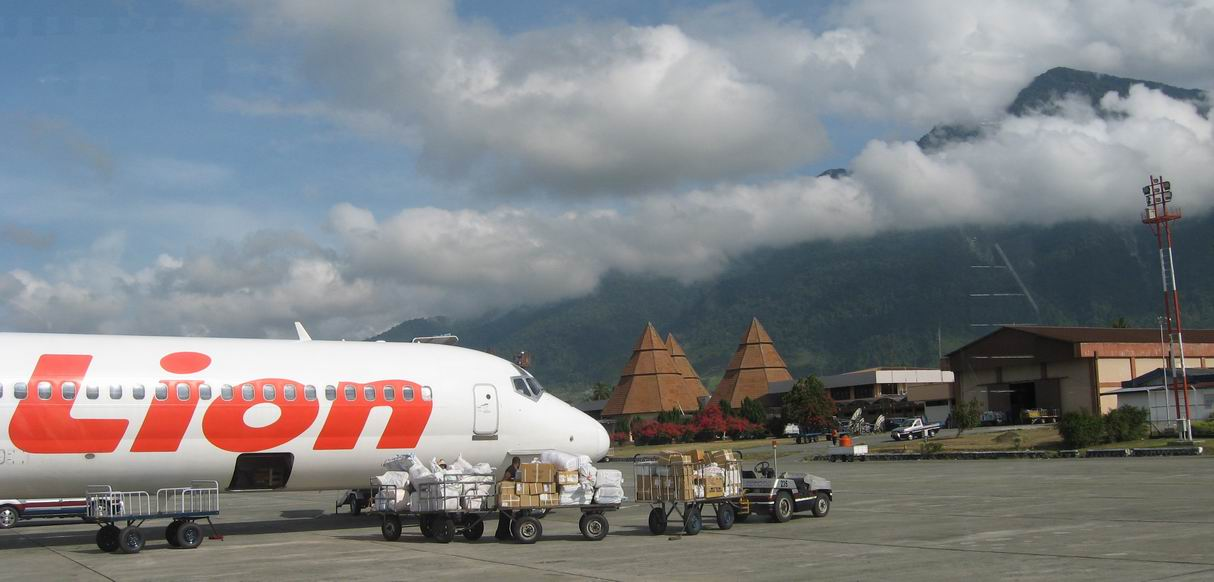
Sân bay Sentani

Hiện đang có các hãng hàng không sau đây đang hoạt động tại sân bay Sentani:
- Batavia Air (Manokwari, Makassar)
- Lion Air (Makassar, Jakarta)
- Garuda Indonesia (Biak, Denpasar, Jakarta, Makassar, Timika)
- Merpati Nusantara Airlines (Biak, Manado, Manokwari, Merauke, Tembagapura)

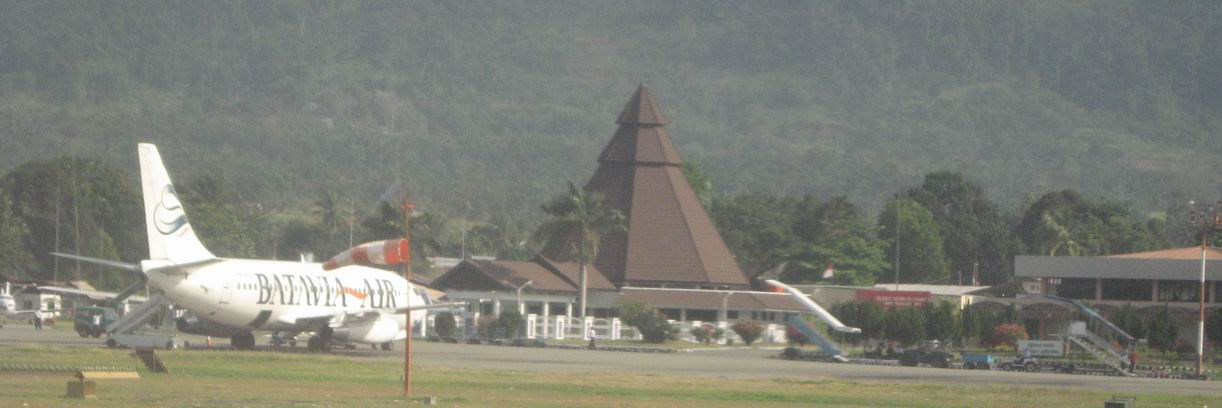
Máy bay Batavia Air tại sân bay Sentani